# Stygobromus grahami
Stygobromus grahami är en kräftdjursart som beskrevs av John R. Holsinger 1974. Stygobromus grahami ingår i släktet Stygobromus och familjen Crangonyctidae. Inga underarter finns listade i Catalogue of Life.